# Biserica ortodoxă „Sfântul Dimitrie” din Sremska Mitrovica
Biserica ortodoxă „Sfântul Dimitrie” din Sremska Mitrovica (în sârbă Православна црква Светог Димитрија у Сремској Митровици, cu alfabetul latin: Pravoslavna crkva Svetog Dimitrija u Sremskoj Mitrovici), cunoscută în rândul populației locale și sub numele de Biserica Ortodoxă Nouă sau Biserica Mare, este o biserică ortodoxă sârbă situată în orașul Sremska Mitrovica (districtul Srem, provincia autonomă Voivodina) din vestul Serbiei. Ea aparține canonic Eparhiei de Srem a Bisericii Ortodoxe Sârbe și se află pe lista monumentelor culturale de importanță mare ale Republicii Serbia (ID nr. SK 1450).

## Istorie
Biserica ortodoxă „Sf. Dimitrie” a fost construită între anii 1781 și 1794 chiar în piața centrală a orașului Sremska Mitrovica și a fost numită de populație „Biserica Nouă” sau „Biserica Mare”. Dotarea bisericii cu obiecte de mobilier și decorarea cu picturi a pereților interiori au avut loc în primele decenii ale secolului al XIX-lea. Sculptorul în lemn Marko Vujatović, originar din Sremski Karlovci, a fost angajat în anul 1811 pentru a realiza iconostasul și mobilierul interior. Pictura iconostasului și a bolții naosului a fost încredințată în 1815 maestrului Arsenije Teodorović (1767-1826), unul dintre principalii reprezentanți ai picturii clasice sârbe. Teodorović avea numeroase comenzi în acea perioadă și era, din acest motiv, un pictor destul de scump, dar și-a confirmat reputația, realizând figuri calme de sfinți în culori sobre tipice stilului clasic. Pictura pereților altarului a fost realizată ulterior de Novak Radonjić⁠(d) în 1857.
Un incendiu produs la sfârșitul secolului al XIX-lea a deteriorat semnificativ pictura interioară a bisericii, care a fost refăcută în 1891 de pictorul Jovan Klauzen din Zagreb. Lucrările de renovare efectuate atunci au schimbat considerabil aspectul iconografic original al bisericii și nu au putut readuce splendoarea de odinioară a icoanelor.
Biserica ortodoxă „Sfântul Dimitrie” din Sremska Mitrovica a fost considerată monument cultural prin decizia nr. 298-50 din 25 martie 1950 a Institutului pentru Protecția și Studiul Științific al Monumentelor Culturale SNR. În baza acestei decizii, a fost inclusă la 30 decembrie 1997 pe lista monumentelor culturale de importanță mare ale Republicii Serbia (ID nr. SK 1450).
Cu ocazia aniversării a două secole de existență a bisericii, au fost efectuate o serie de lucrări de conservare și restaurare, care au fost finalizate în anul 2005.

## Arhitectură
Edificiul este o construcție monumentală care îmbină arhitectura barocă cu elemente clasice regăsite îndeosebi în decorațiunile pereților exteriori. El este format dintr-o singură navă prelungită în partea de est cu o absidă semicirculară spațioasă. Fațadele laterale sunt împărțite în plan orizontal de cornișe și în plan vertical de pilaștri cu capiteluri prevăzute cu muluri. Deschiderile rotunjite sunt surmontate de mici frontoane triunghiulare. Fațada de pe latura de vest este dominată de un turn clopotniță înalt și zvelt prevăzut la partea de sus cu un lanternou și cu o cupolă sub formă de bulb aplatizat.
Portalul principal arcuit este încadrat de o pereche de coloane rotunde și de un timpan în partea de sus.

## Galerie

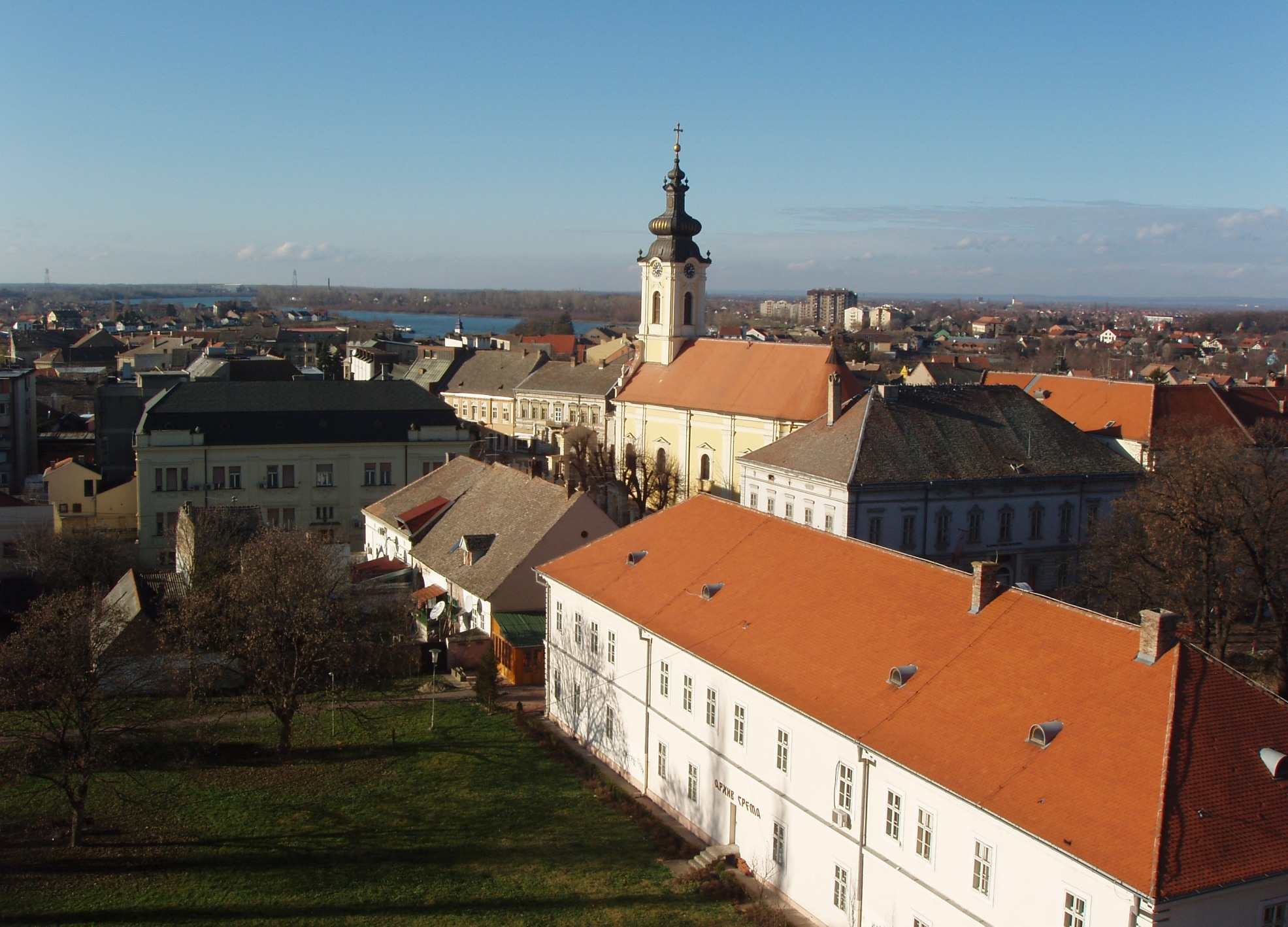
Vedere panoramică a bisericii și a cartierului. Pe fundal se observă râul Sava.
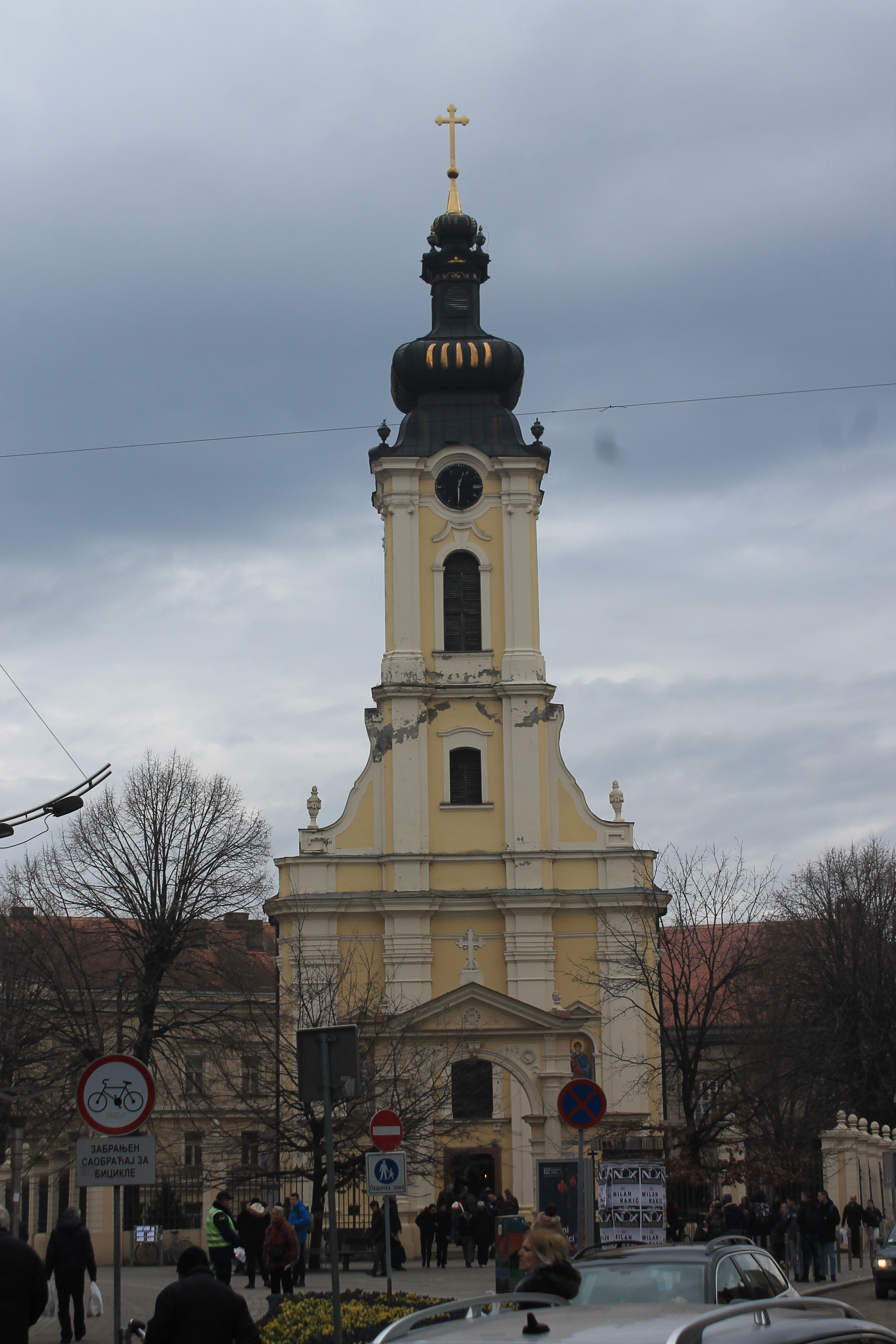
Biserica „Sf. Dimitrie”
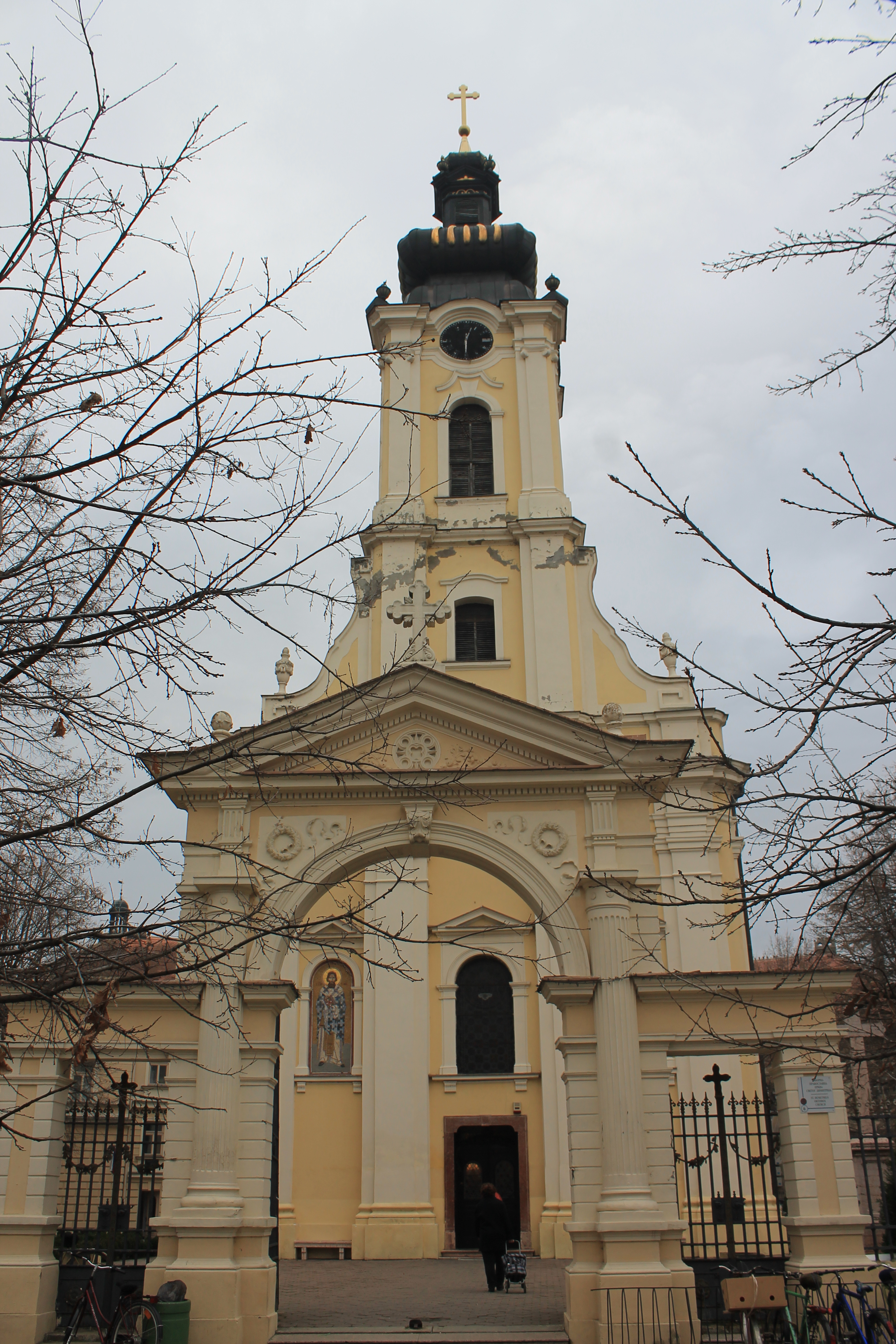
Biserica „Sf. Dimitrie”
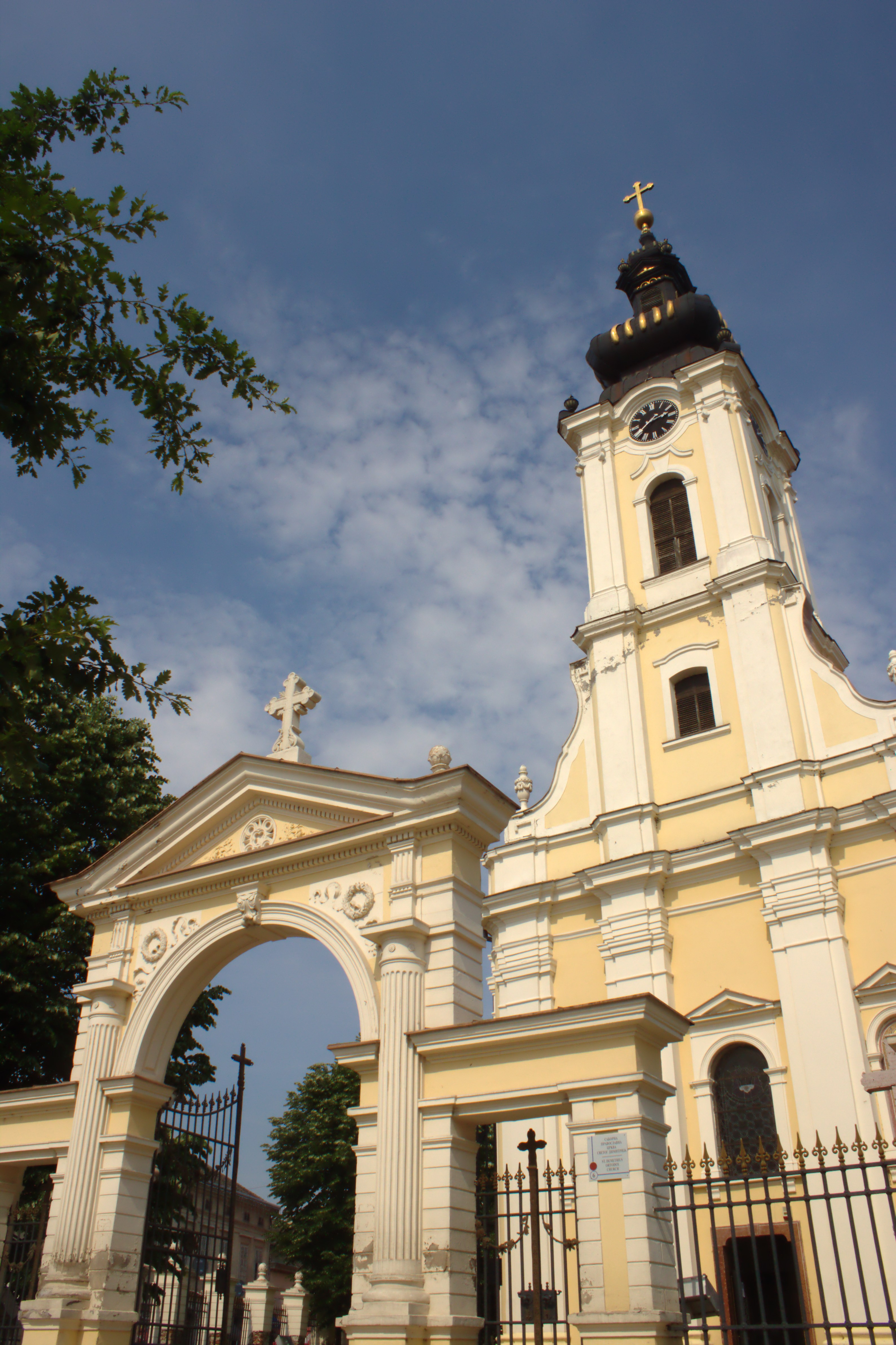
Detaliu al fațadei